# 펠메니
펠메니(러시아어: пельмени, 단수: пельмень 펠멘[*])는 러시아의 소를 넣은 피 음식이다. 밀가루 피에 고기나 버섯 소를 넣어 빚어 삶아 내며, 물만두와 비슷하다. 러시아 내에서 아시아에 속하는 시베리아, 우랄 지역의 음식이며, 사냥꾼이나 탐험가들이 겨울철에 타이가에서 냉동 상태로 가지고 다니며 먹던 전통 보존식품이기도 하다. 러시아의 국민 음식 가운데 하나로 여겨진다.

## 이름
러시아어 "펠멘(пельмень)"은 우드무르트어나 코미어 등의 페름어파 언어에서 유래했을 것이라 추정된다. 이 언어들에서 "펠냔(пельнянь)"이라 불리는데, 이는 "귀"를 뜻하는 "펠(пель)"과 "빵"을 뜻하는 "냔(нянь)"의 합성어로, "귀 빵"이라는 뜻이다.

## 역사
시베리아 원주민 요리에 펠메니가 언제 들어왔는지 정확히 밝혀지지 않았으나, 대개 몽골의 지배가 있었던 13세기로 본다.

## 만들기
피는 밀가루와 물로 반죽하며 지역에 따라 달걀을 넣기도 한다. 반죽은 밀대로 밀어서 얇게 펴고 지름 6~7cm 정도 되는 둥근 틀로 찍어서 자른다. 소는 다진 고기에 다진 양파와 마늘 등 향신채, 소금 및 후춧가루 등 향신료를 넣고 버무린 것이 사용되는데, 고기 대신 생선이나 버섯을 쓰는 경우도 있다. 피에 소를 넣고 가장자리를 눌러 봉한 다음, 끝을 붙여서 둥근 모양으로 만든다. 손으로 빚는 대신 펠메니 틀을 사용해 만들기도 한다. 우랄 지역에서는 물에, 시베리아 지역에서는 육수에 삶아 내는데, 이때 월계수 잎을 넣기도 한다. 삶은 다음 튀기는 경우도 있다. 삶아진 펠메니는 버터를 올려 스메타나와 함께 내는 경우가 많으며, 러시아 극동에서는 간장을 곁들이기도 한다.

## 사진

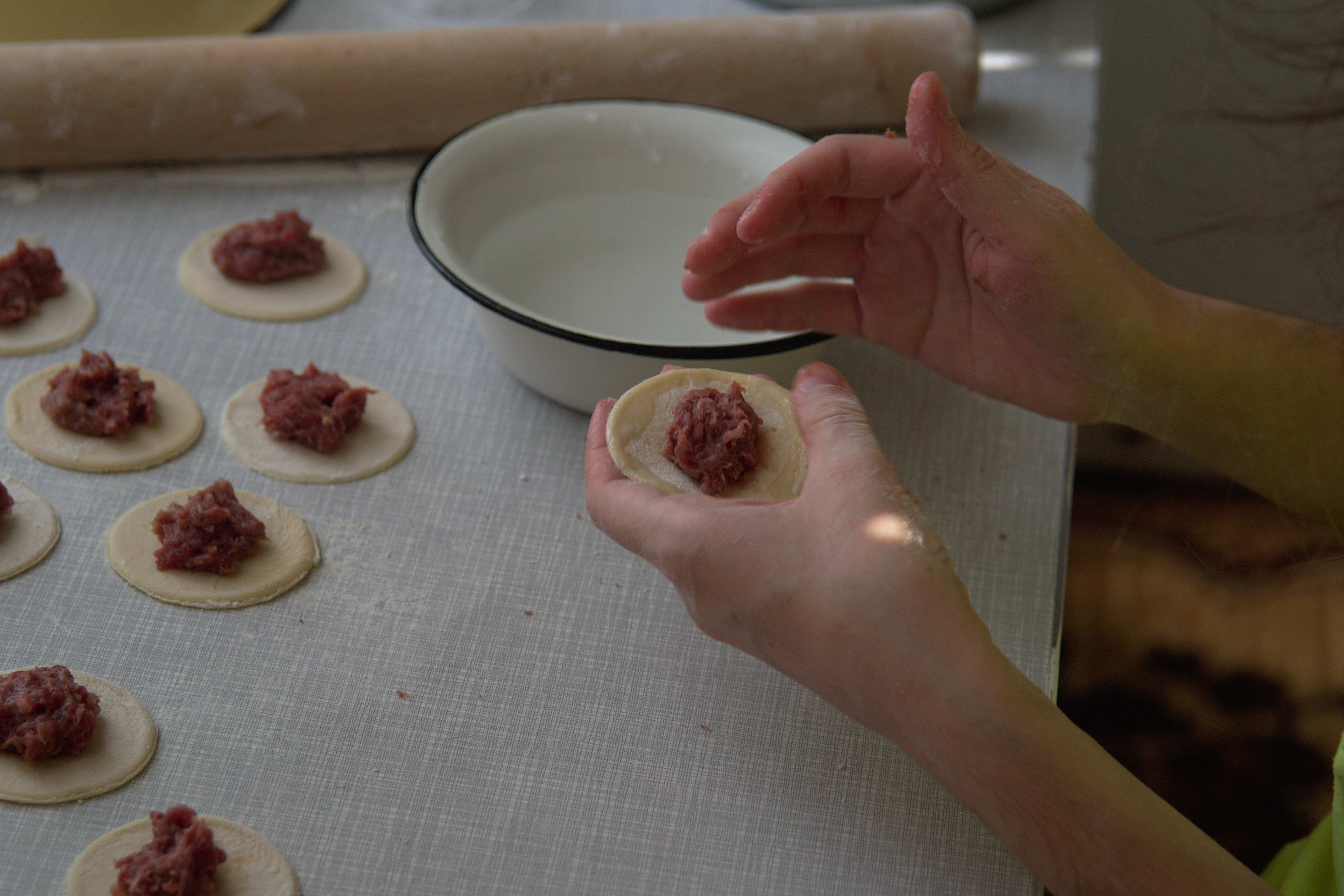
펠메니 빚기
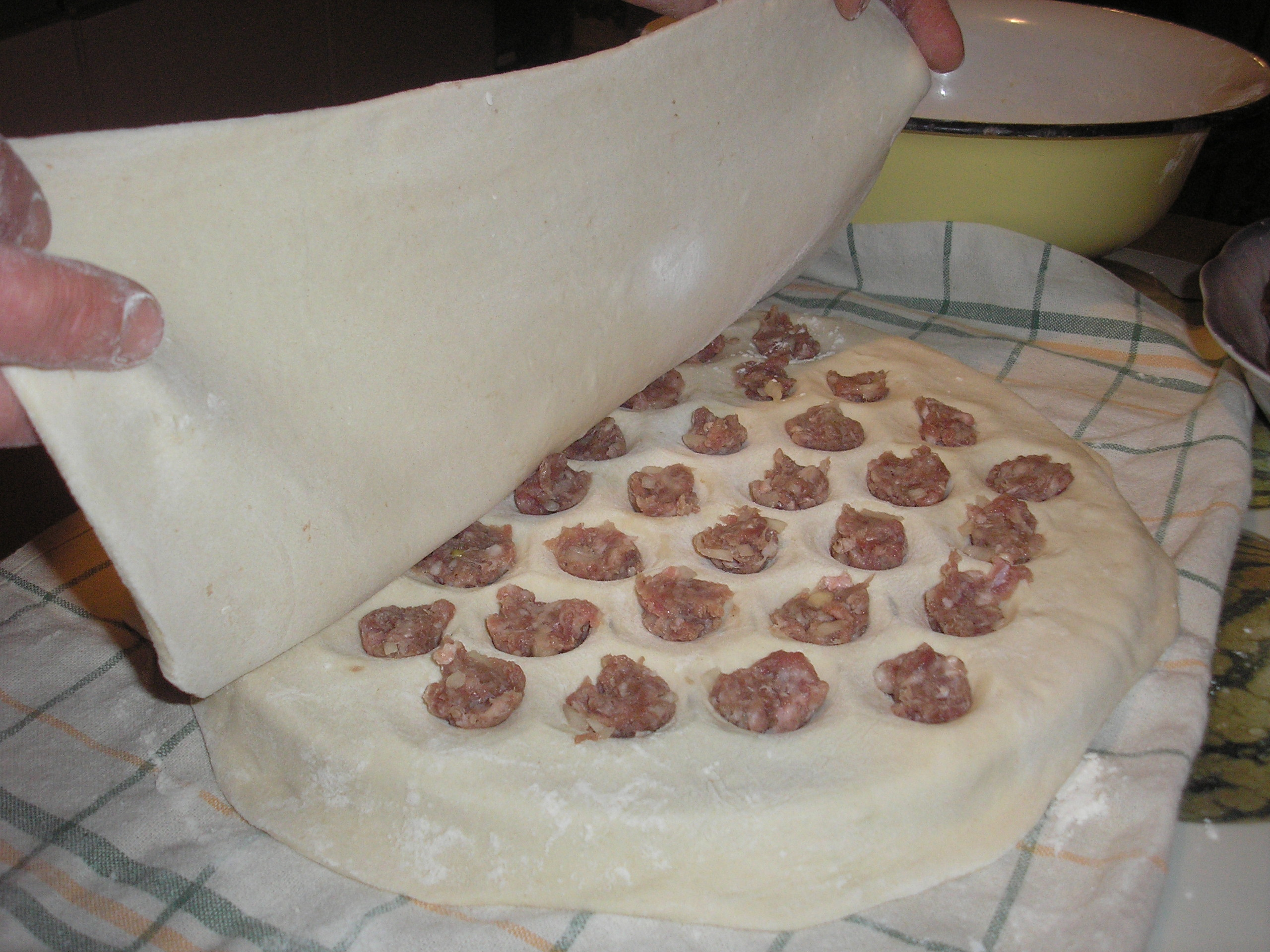
펠메니 틀
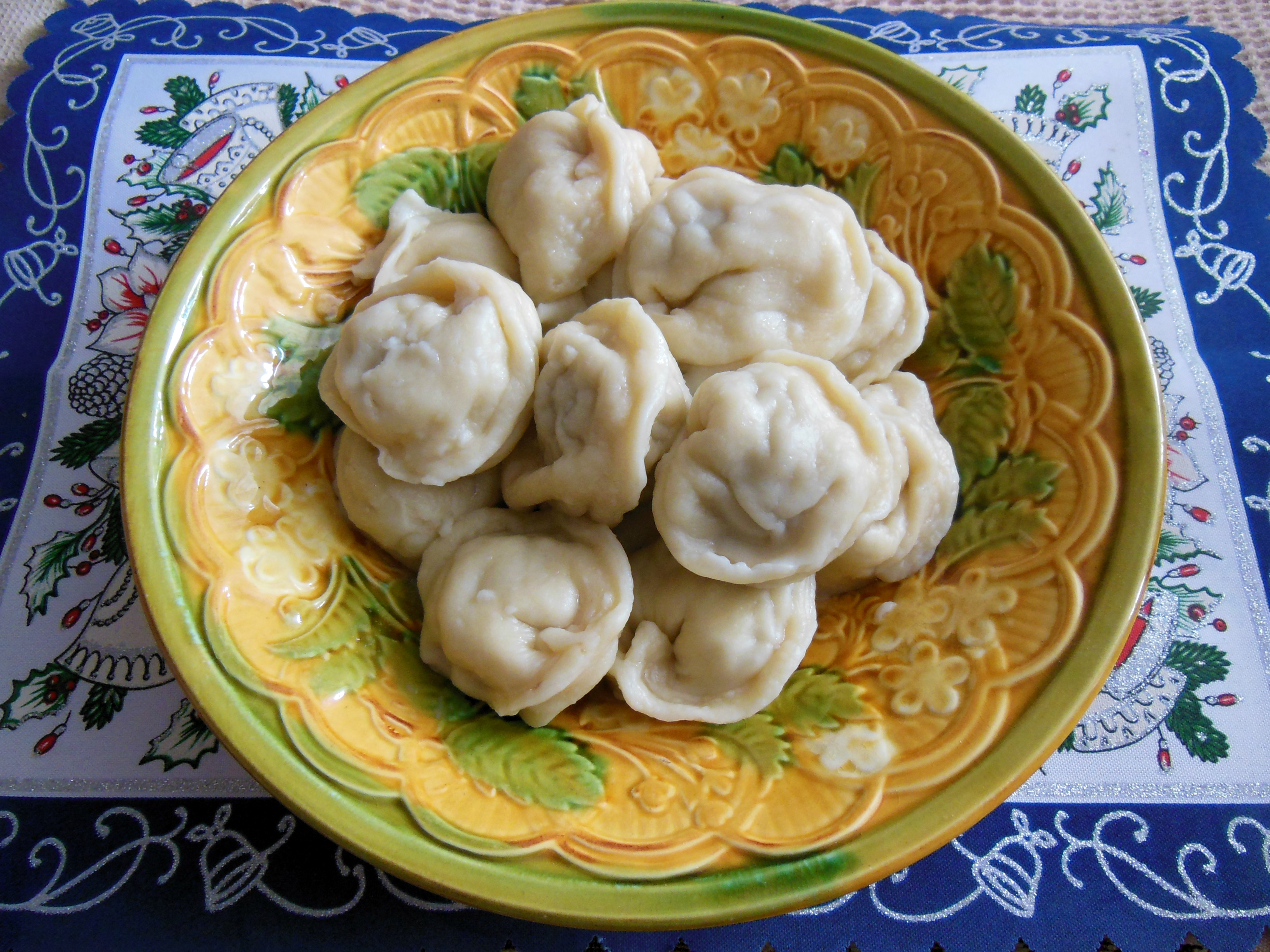
삶은 펠메니
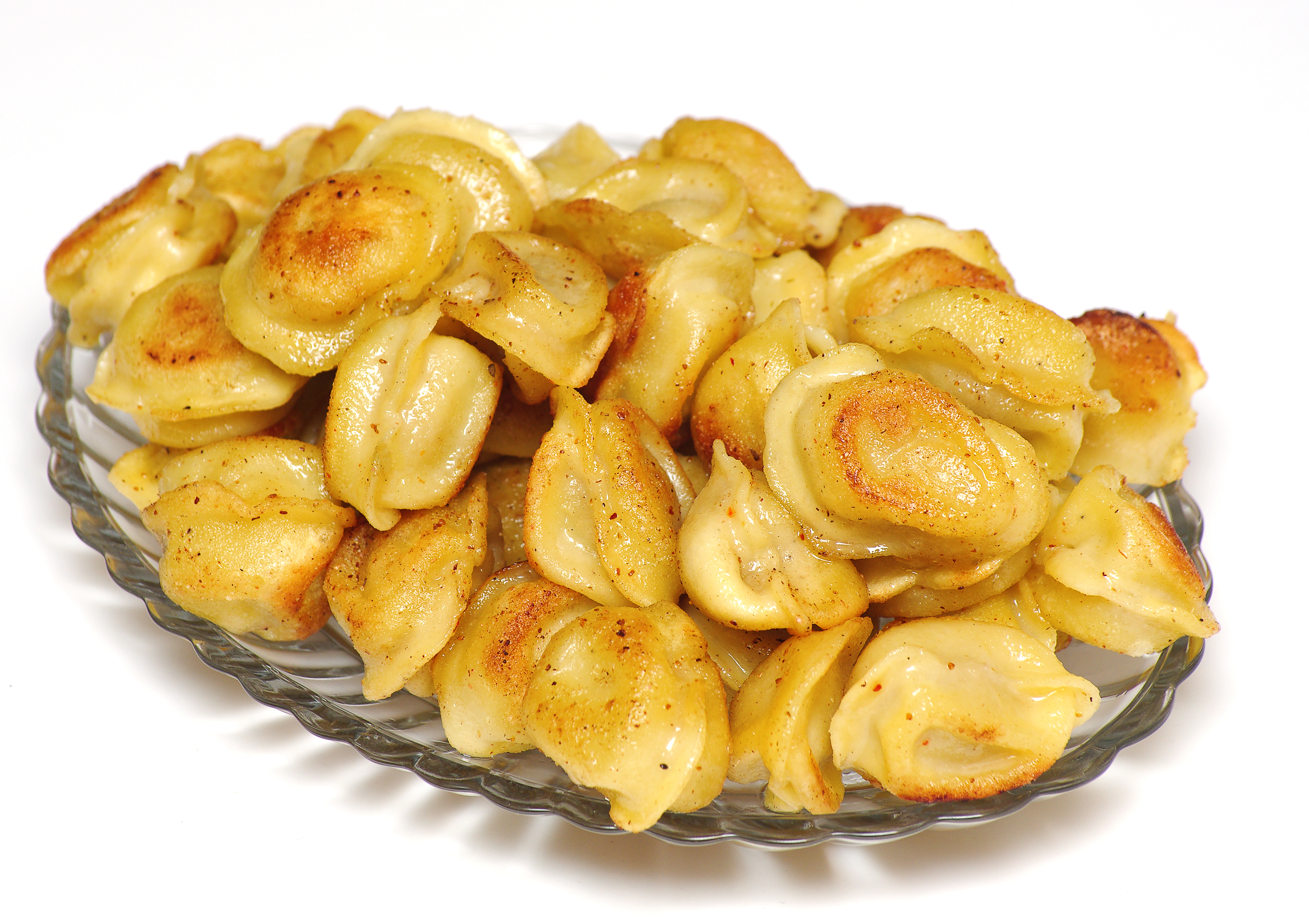
튀긴 펠메니

## 같이 보기
- 바레니키
- 반시
- 피에로기
- 힌칼리
- 소를 넣은 음식 목록